# Michael McNamara

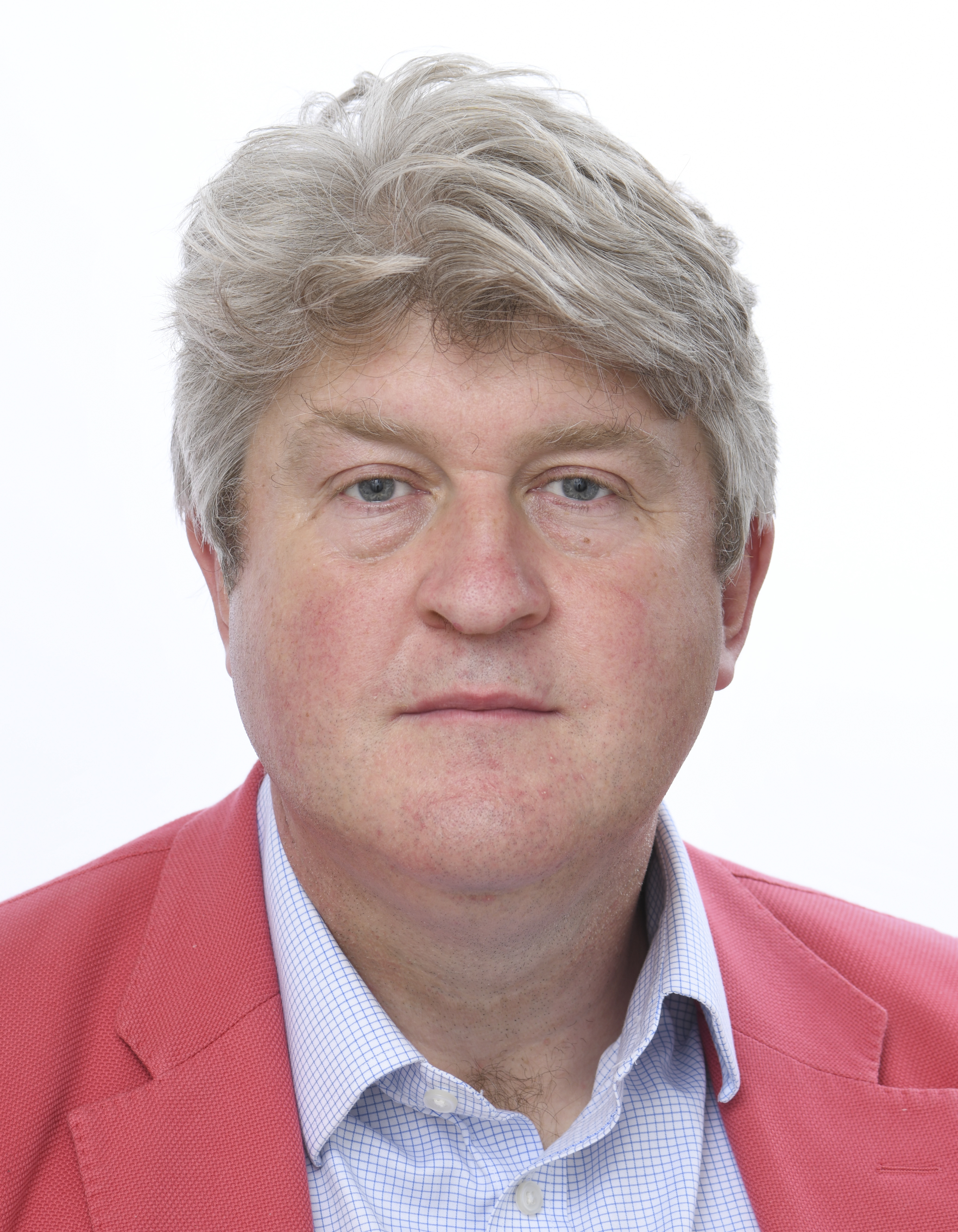
Michael McNamara (2024)

Michael McNamara (irisch Mícheál Mac Conmara, * 1. März 1974 in Limerick, Irland) ist ein parteiunabhängiger irischer Politiker (früher: Labour Party) und Rechtsanwalt (Barrister). Ab dem 16. Juli 2024 ist er Mitglied des 10. Europaparlaments.

## Leben
McNamara studierte am University College Cork Rechtswissenschaften und wurde am King’s Inns als Rechtsanwalt ausgebildet und zugelassen. Er arbeitete eine Zeitlang für die OSZE sowie für Projekte der EU und der Vereinten Nationen.
McNamara trat erstmals als Unabhängiger im Wahlbezirk North-West zur Europawahl in Irland 2009 an, verfehlte einen Sitz aber deutlich. Bei den Wahlen zum Dáil Éireann 2011 trat er dann im Wahlkreis Clare für die Labour Party und gewann den zweiten Sitz des Wahlkreises. Als Teachta Dála zog er sodann in den Dáil Éireann ein.
Im Mai 2015 wurde er aus der Fraktion der Labour Party geworfen, nachdem er das dritte Mal gegen die Regierung gestimmt hatte, zuletzt als es um Aktienverkäufe von Aer Lingus ging. Im September 2015 wurde er in die Fraktion erneut aufgenommen.
Bei den Wahlen 2016, bei denen er als Kandidat von Labour antrat, scheiterte er. Der erneute Anlauf 2020, diesmal als unabhängiger Kandidat, glückte jedoch.
2024 trat er als Unabhängiger im Wahlbezirk South an und wurde gewählt.